# Vidua codringtoni
Il combassù o combassou dello Zambesi o combassù verde, noto anche come vedova dello Zambesi o vedova verde (Vidua codringtoni (Neave, 1907)), è un uccello passeriforme della famiglia Viduidae.

## Etimologia
Il nome scientifico della specie, codringtoni, venne scelto in omaggio a Robert Edward Codrington, al tempo governatore della Rhodesia Settentrionale: il suo nome comune, invece, si riferisce alle sfumature metalliche della livrea dei maschi o all'areale di distribuzione.

## Descrizione

### Dimensioni
Misura 10–11 cm di lunghezza, per 11,4-14,1 g di peso.

### Aspetto
Si tratta di uccelli dall'aspetto slanciato, muniti di testa arrotondata, becco forte e conico, ali appuntite e coda dalla punta squadrata: nel complesso, il combassù dello Zambesi è molto simile al combassù del Senegal, dal quale differisce per le tonalità metalliche di diverso colore dei maschi.
La specie presenta dicromatismo sessuale, particolarmente evidente durante il periodo degli amori: i maschi, infatti, sono di colore nero lucido su tutto il corpo, con riflessi metallici di colore verde-bluastro (da cui la specie ricava il priorpio nome comune), particolarmente evidenti su nuca, dorso e area ventrale, mentre sui fianchi è presente una macchia bianca visibile solo quando l'animale spiega le ali. Le remiganti sono invece di colore bruno scuro.

Le femmine, invece, presentano piumaggio tendente al bruno dorsalmente (con ali e coda più scure) e al grigio-biancastro ventralmente, con testa munita di fronte, vertice, nuca e di una banda che va dalla tempia al lato del collo di colore bruno scuro e di sopracciglio bianco-grigiastro.

In ambedue i sessi il becco è di colore bianco-grigiastro, gli occhi sono di color bruno scuro e le zampe sono carnicino-rosate.

## Biologia
Il combassù dello Zambesi è un uccelletto dalle abitudini quasi esclusivamente diurne, che vive in stormi misti con varie specie di estrildidi e ploceidi, passando la maggior parte della giornata alla ricerca di acqua e cibo, salvo poi all'imbrunire cercare riparo in posatoi ben nascosti fra il fogliame per passare la notte.

### Alimentazione
Questi uccelli mostrano dieta essenzialmente granivora, la cui dieta è composta in massima parte da semi di piante erbacee rinvenuti in genere al suolo, ma comprende anche altri alimenti sia di origine vegetale (piccole bacche e frutti, germogli e foglioline tenere) che animale (insetti ed altri piccoli invertebrati).

### Riproduzione
La stagione riproduttiva coincide con la fase finale della stagione delle piogge e con quella delle specie bersaglio, estendendosi da gennaio a giugno: questi combassù mostrano infatti parassitismo di cova nei confronti dell'amaranto fiammante.
I maschi corteggiano le femmine competendo fra loro in lek, cantando da posatoi in evidenza ed esibendosi in parate anche elaborate, che comprendono richiami squittenti ed arruffamento delle penne: dopo l'accoppiamento esse depongono di nascosto all'interno dei nidi delle specie parassitate 2-4 uova, per poi allontanarsi.

I pulli schiudono dopo circa due settimane dalla deposizione: essi nascono ciechi ed implumi, e presentano caruncole ai lati della bocca e disegno golare identici a quelli della specie parassitata, risultando quindi da essi indistinguibili. I pulli coabitano coi loro fratellastri, seguendo il loro ciclo di crescita (involo a tre settimane dalla schiusa, indipendenza a un mese e mezzo di vita) e spesso condividendo con la propria famiglia adottiva anche lo stormo di appartenenza.

## Distribuzione e habitat
La vedova dello Zambesi, a dispetto del nome comune, non è particolarmente legata all'omonimo fiume, ma possiede distribuzione piuttosto ampia che comprende la Tanzania centrale e sud-orientale, gran parte dello Zambia meridionale, lo Zimbabwe orientale e nord-occidentale e la punta meridionale del Malawi, oltre che la prospiciente area del Mozambico (del quale abita anche la porzione meridionale). Le popolazioni dello Zimbabwe orientale, in precedenza ascritte alla vedova fosca (addirittura col rango di sottospecie, Vidua funerea lusituensis), si sono rivelate popolazioni di combassù dello Zambesi, mentre sono di dubbia attendibilità le presunte osservazioni nel KwaZulu-Natal.
L'habitat di questi uccelli è rappresentato dalle aree di savana con presenza di aree densamente alberate e cespugliose, dalla foresta a galleria, dalle pianure alluvionali con presenza di zone a vegetazione fitta e dal miombo.